# Calvaire de Toulouges
Le calvaire de Toulouges est une croix du XVIIIe siècle située à Toulouges, dans le département des Pyrénées-Orientales (France).

## Description
Le calvaire de Toulouges est daté du XVIIIe siècle. C'est une grande croix en bois sculpté, sur laquelle on trouve les divers symboles de la Passion du Christ (éponge, lance, lanterne, marteau, tenailles, etc.) et la Sainte Face en son centre. Propriété de la commune, elle fait l’objet d’une inscription au titre des monuments historiques depuis le  24 octobre 1927.